# Marek Piasecki
Marek Piasecki (ur. 23 lutego 1935 w Warszawie, zm. 30 września 2011 w Lund) – polski fotografik, fotoreporter i rzeźbiarz.

## Życiorys
Był synem Władysława Piaseckiego i Anieli z Szymańskich. Podczas II wojny światowej rodzice uczestniczyli w konspiracji. Uczył się na tajnych kompletach. Rodzina początkowo mieszkała w Warszawie, ale potem, po upadku powstania warszawskiego (jego dom rodzinny został zniszczony), przeniosła się do Małopolski. 
Od 1945 do 1967 roku zamieszkiwał w Krakowie, ale brał udział w życiu artystycznym zarówno tego miasta, jak i Warszawy. Od 1957 roku należał do artystycznej II Grupy Krakowskiej. Od 1948 do 1949 był uczniem liceum i odbył praktykę fotograficzną w laboratorium. Odwiedzał pracownie krakowskiej Akademii Sztuk Pięknych. Bliżej znał się w tym czasie z Marią Jaremą i Jonaszem Sternem. W 1950 zatrudnił się w krakowskim Muzeum Narodowym, a w 1952 przyjęto go na studia z historii sztuki na Uniwersytecie Jagiellońskim. 
W lipcu 1952 aresztowano go ze względów politycznych, a sąd wojskowy skazał go na sześć lat więzienia, które opuścił z końcem 1953 (zły stan zdrowia). W październiku 1956 zwolniono go z odbywania reszty kary. Leczył się w sanatoriach, m.in. w Bukowinie i Zakopanem. Nie przerywał pracy artystycznej, organizując ciemnie w pokojach sanatoryjnych. Od 1954 do 1955 pracował w bibliotece Muzeum Narodowego w Krakowie. Publikował w Świecie Młodych i Stolicy. W 1955 podjął drugi raz studia z zakresu historii sztuki na Uniwersytecie Jagiellońskim. Przyjaźnił się w tym czasie z Mironem Białoszewskim. W 1955 stworzył pierwsze heliografie. Tworzył też kolaże i reliefy. Eksperymentował z makrofotografią. W 1957 porzucił studia, celem rozwijania kariery artystycznej. Uczestniczył w II Wystawie Sztuki Nowoczesnej (1957). Od 1958 do 1962 pracował jako fotoreporter i ilustrator w Tygodniku Powszechnym. Ilustrował pozycje wydawnictwa Znak i Wydawnictwa Literackiego. Publikował między innymi w Fotografii, a także Polsce, Poezji, Więzi oraz czasopiśmie Ty i Ja. Tworzył również portrety, akty i fotografie krajobrazowe. Jego fotoreportaże inspirowane były neorealizmem. W 1959 miał pierwszą wystawę indywidualną w Klubie Plastyków w Zakopanem, a potem pokaz miniatur w Krzysztoforach w Krakowie.
W 1967 otrzymał zaproszenie na wystawę indywidualną do szwedzkiego Lund, gdzie postanowił osiąść. Mieszkał tam do śmierci, w dużym stopniu pozostając już poza obiegiem polskiej sztuki. Pracował w Instytucie Historii Sztuki lokalnego uniwersytetu, u profesora Oscara Reutersvärda. Przygotowywał dokumentację fotograficzną i obiekty do wykładów. Wykonał fotodokumentację miasta Eslöv. Mieszkał przy Clemestorget. W 1990 jego pracownia spłonęła, co było dlań pożegnaniem z fotografią, zwłaszcza czarno-białą.
Od 2004 zainteresowanie jego sztuką zaczęły przejawiać zagraniczne placówki muzealne. Jego zdjęcia trafiły m.in. do nowojorskiego Museum of Modern Art. Wydano też książkę Do wnętrza. Fotografie z lat 1954-1967, w dużej części opartą na jego archiwum. W 2004 urządzono mu wystawę w krakowskiej Galerii Starmach, a w 2008 w warszawskiej Zachęcie.
Po jego śmierci kuratelę nad pozostałym po nim archiwum objęła żona, Joanna Turowicz-Piasecka, a potem członkowie rodziny, Marta i Michał Smoczyńscy.

## Sztuka
Antropolog Tomasz Szerszeń twierdzi, że jego zdjęcia są niezwykle gęste, intensywne, że jego twórczość cechuje się taką wrażliwością, która nie hierarchizuje osób, a jego obrazy powojennej rzeczywistości małych miasteczek i zrujnowanych jeszcze miast pełni funkcję uniwersalnej metafory.